# Menotti
Menotti de Tomazzo Sobrinho, ou simplesmente Menotti (São Paulo, 15 de março de 1943 – São Paulo, 30 de outubro de 2022) foi um ex-futebolista brasileiro que atuava como ponta-esquerda.

## Carreira
Iniciou sua carreira futebolística no juvenil do Palmeiras. Menotti, teve que abandonar o futebol aos 25 anos de idade por conta de lesão atuando em poucos jogos como profissional. Defendeu a Seleção Brasileira nos jogos Panamericanos de 1963.
Antes de morrer, Menotti atuava no ramo de contabilidade e jogava suas partidas de futebol com os veteranos do Ipê Clube (São Paulo), clube do qual foi presidente entre 1995-1996.

## Morte
Menotti faleceu no dia 30 de outubro de 2022, em sua casa em São Paulo. 

## Títulos
Seleção Brasileira
- Campeão Pan-Americano: 1963